# Otto Rehhagel
Otto Rehhagel (ur. 9 sierpnia 1938 w Essen) – niemiecki trener piłkarski i były zawodnik.

## Kariera piłkarska
Rehhagel jest wychowankiem lokalnego klubu Rot-Weiss Essen (1960–1963), po odejściu z rodzinnego miasta grał w klubach Bundesligi: Hercie Berlin (1963–1965) oraz 1. FC Kaiserslautern (1965–1972). W Bundeslidze rozegrał 201 meczów.

## Kariera trenerska
W roku 1974 rozpoczął karierę trenerską w klubie Kickers Offenbach i po kilku innych krótkich kontraktach rozpoczął pracę z Werderem Brema, który trenował od 1980 do 1995 roku. Podczas tego okresu Werder wyrósł na jedną z potęg krajowej ligi. Rehhagel poprowadził zespół do dwóch tytułów Mistrza Niemiec (1988 i 1993) oraz dwóch zwycięstw w Pucharze Niemiec i zwycięstwie w Pucharze Zdobywców Pucharów.
Przez nieco mniej niż rok trenował Bayern Monachium w sezonie 1995-96. Został niespodziewanie zwolniony trzy tygodnie przed finałem Pucharu UEFA w 1996, po rozczarowującym finiszu ligi. Jego miejsce zajął Franz Beckenbauer, który doprowadził klub do zwycięstwa w finale. Po tej przygodzie Rehhagel trenował 1. FC Kaiserslautern (1996–2000), które doprowadził do sensacyjnego mistrzostwa Niemiec w 1998 roku zaraz po awansie z 2. ligi.
W 2001 roku został trenerem reprezentacji Grecji. Kraj bezpośrednio zakwalifikował się do Euro 2004, wyprzedzając Hiszpanię i Ukrainę. Ich szanse na zwycięstwo w całej imprezie były oceniane na ok. 100-1, jednak sensacyjne zwycięstwa z Portugalią, Francją i Czechami, faworytami do zwycięstwa, doprowadziły Grecję do finału, gdzie pokonała Portugalię 1:0 (gol Angelosa Charisteasa). Rehhagel został pierwszym zagranicznym szkoleniowcem reprezentacji zdobywającym mistrzostwo Starego Kontynentu.
Otto zaadaptował na greckim terenie defensywne podejście do gry, używając energicznych pomocników, którzy kryli dobrze wyszkolonych technicznie przeciwników i napastników, czyhających na nieliczne sytuacje. Kiedy został oskarżony o nudną grę powiedział: "Nikt nie powinien zapomnieć, że to trener przystosowuje taktykę do charakterystycznych cech dostępnych piłkarzy". Interesujące jest to, że kiedy trenował Werder Brema, jego klub prezentował szybki i spektakularny futbol oparty na ataku.
Po rezygnacji Rudiego Völlera z funkcji trenera reprezentacji Niemiec z powodu odpadnięcia już w pierwszej rundzie portugalskiego czempionatu, Rehhagel był rozważany jako jeden z najsilniejszych kandydatów do objęcia funkcja selekcjonera reprezentacji swojej ojczyzny. Miał wsparcie kibiców, pomimo niezbyt dużego zaufania środowiska piłkarskiego. Kiedy trzech pozostałych kandydatów odrzucono Rehhagel otrzymał oficjalną propozycję, którą odrzucił 10 lipca 2004 roku.
W Grecji Rehhagel zwany jest także Królem Otto (βασιλιάς Όθων), możliwe, że wynika to ze zbieżności imion z pierwszym królem Grecji, jednak ten pseudonim został mu nadany już podczas pracy w Niemczech. Grecy lubią go porównywać również do mitologicznego Heraklesa, nadając mu pseudonim "Rehakles".
Grecja, trenowana przez Rehhagela zajęła trzecie miejsce w swojej grupie eliminacyjnej do niemieckiego mundialu, przez co nie awansowała do niego. Później awansował jeszcze z Grecją do Euro 2008 i Mundialu 2010. Oba turnieje zakończyli po fazie grupowej. Po odpadnięciu z mundialu w RPA w 2010 roku, Otto Rehhagel zrezygnował ze stanowiska selekcjonera reprezentacji Grecji.

## Odznaczenia i nagrody
- Order Zasługi Nadrenii Północnej-Westfalii: 2018[1]
- Człowiek roku w niemieckiej piłce nożnej: 1997, 1998